# Kaan Ayhan
Kaan Ayhan (Gelsenkirchen, 10 de novembro de 1994) é um futebolista profissional turco-alemão que atua como defensor. Atualmente, defende o Galatasaray.

## Carreira
Kaan Ayhan começou sua carreira no Schalke 04 em 2013.

### Seleção Turca
Kaan Ayhan fez parte do elenco da Seleção Turca na disputa da Eurocopa de 2020.

## Títulos
Galatasaray
- Süper Lig: 2022–23, 2023–24 e 2024–25
- Copa da Turquia: 2024–25
- Supercopa da Turquia: 2023